# 战术空军管制组

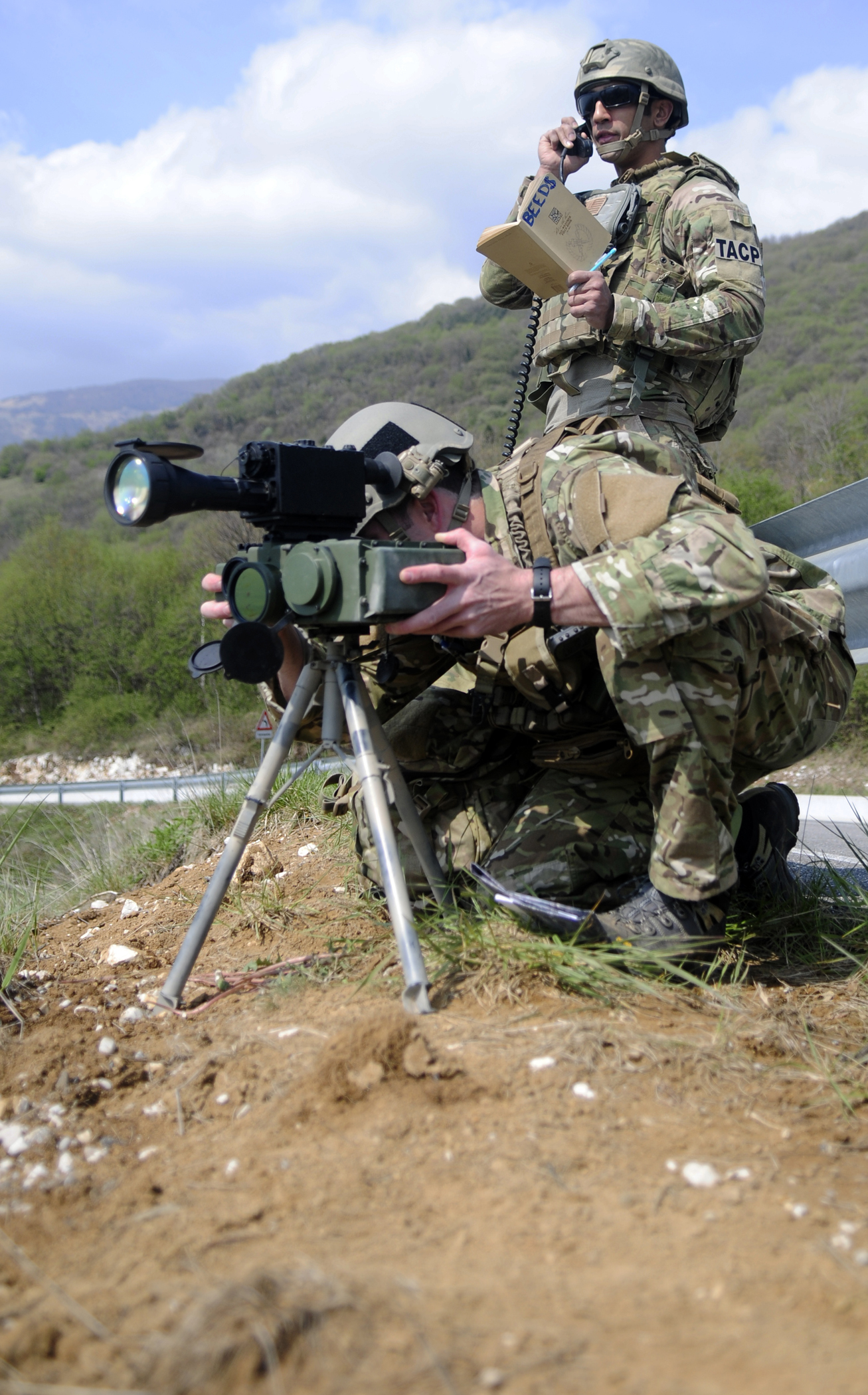
美国空军战术空中管制员在训练使用AN/PEQ-1激光指示器SOFLAM。

战术空中管制组（英語：Tactical Air Control Party-TACP），是一支由空军或海军陆战队人员组成的小组，用以解决空域冲突，并在地面部队中为密接空中支援战机提供末端引导。

## 澳大利亚
澳大利亚的战术空中管制员隶属于澳大利亚皇家空军，主要负责协调空中力量支援地面部队。

## 英国
在英国军队中，战术空中管制组的人员可能来自于皇家海军陆战队，英国陆军或英国皇家空军团。每个战术空中管制组都有四名成员：一名军官、一名前线空中管制员（FAC）和两名信号官（JNCO）。前线空中管制员主要使用一系列通讯设备向飞行员提供具体坐标，从而引导战机为地面部队提供火力支援。
在第二次世界大战中，“空军联络官”是英国皇家空军主要派驻在英国军队或外国军队中的士官，以建立各部门间与皇家空军的联系。
萨塞克斯公爵哈里王子曾在阿富汗担任过TACP指挥官。
英国军方的前进空中管制员和战术空中管制员均在联合前进空军管制员训练标准化中心（JFACTSU）接受培训。

## 美国

### 美国空军战术空中管制组
美国空军战术空中管制员通常并入常规美国陆军作战单位或特种作战单位（包括美国陆军特种部队（ODA）、第75游骑兵团、包括团属侦察连、美国海军海豹突击队、联合特种作战司令部以及其他特种任务部队中，主要负责向地面指挥官提供空中力量使用建议，建立并维持空中指挥与空中管制通信，并为美军或联军固定密接空中支援战机，地面火炮和海军炮火提供精确的末端攻击引导。

### 海军陆战队前线空中管制员
每个美国海军陆战队步兵营都部署了一名前线空中管制员（FAC），前线空中管制员主要选拔自海军陆战队航空兵或海军航空兵，主要负责战斗机/攻击机/攻击直升机与步兵营之间的联络。除此之外还有另外两名前线空中管制员和三名联合终端攻击控制员部署在步兵营中。理想情况下，三名前线空中管制员拥有三种不同的驾驶技能：一名战术噴射機飞行员或海军飞行员（F/A-18或AV-8B）、一名战术直升机飞行员（AH-1W或UH-1Y）和一名突击支援飞行员（CH-53K、KC-130J或MV-22）。而三名联合终端攻击控制员也会来自海军陆战队或陆军炮兵单位.
除了三名前线空中管制员和三名联合终端攻击控制员外，每个海军陆战队步兵营还拥有八名联合火力观察员（JFO）部署在步兵连间。